# 霍赫普拉特山
47°31′40″N 11°38′59″E / 47.52778°N 11.64972°E

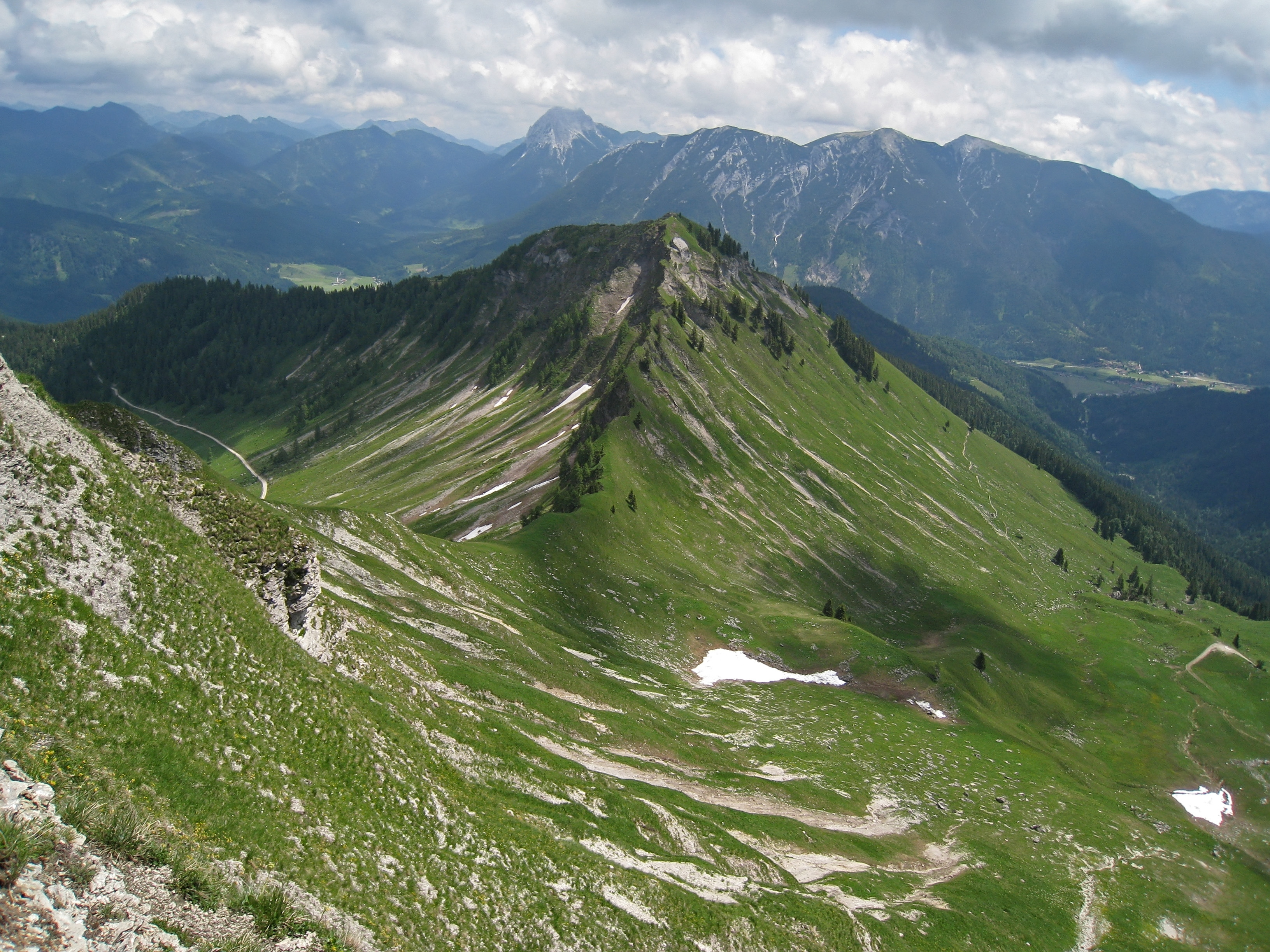

霍赫普拉特山（德語：Hochplatte），是奧地利的山峰，位於該國西部，由蒂羅爾州負責管轄，屬於福爾卡文德爾山的一部分，處於阿亨基希以西，海拔高度1,813米。